# Clasificación socioeconómica en Chile

Distribución en deciles de los ingresos autónomos por hogar en pesos chilenos a noviembre de 2009.

La clasificación socioeconómica en Chile corresponde a un análisis estadístico de estratificación social que considera diversos criterios, principalmente el los ingresos autónomos y el nivel de estudios alcanzado.

## Estratificación por ingresos autónomos
Oficialmente el Estado chileno, por medio del Mideplan, clasifica a la población en quintiles (o deciles) de ingreso autónomo, en el cual cada quintil corresponde al 20% de los hogares ordenados por ingreso per cápita del hogar, siendo el primer quintil el 20% más pobre, y el último quintil el 20% más rico.
| Decil | Per cápita del hogar | Per cápita del hogar | Per cápita del hogar | Hogar     |
| Decil | Mínimo               | Máximo               | Promedio             | Hogar     |
| ----- | -------------------- | -------------------- | -------------------- | --------- |
| I     | —                    | 32 822               | 16 841               | 75 687    |
| II    | 32 825               | 49 400               | 41 358               | 179 457   |
| III   | 49 407               | 65 650               | 57 262               | 239 074   |
| IV    | 65 653               | 83 658               | 74 496               | 298 447   |
| V     | 83 660               | 102 967              | 93 201               | 345 526   |
| VI    | 102 973              | 130 656              | 115 710              | 429 983   |
| VII   | 130 669              | 169 754              | 148 431              | 533 240   |
| VIII  | 169 760              | 236 509              | 199 075              | 681 531   |
| IX    | 236 527              | 393 947              | 301 240              | 983 646   |
| X     | 394 073              | 32 085 000           | 884 961              | 2 365 797 |

Encuesta Casén 2006.

## Pobreza
La estratificación social es usada por el Estado, entre muchas otras funciones, para determinar los índices de pobreza y miseria del país. De acuerdo a los datos oficiales del Estado de Chile la pobreza ha descendido progresivamente desde el retorno a la democracia en 1990, de casi un 51% al 17% de la actualidad.
| Año  | Pobres | Indigentes |
| ---- | ------ | ---------- |
| 1990 | 38,4   | 12,8       |
| 1996 | 23,1   | 5,8        |
| 2000 | 20,5   | 5,7        |
| 2003 | 18,7   | 4,7        |
| 2006 | 13,7   | 3,2        |
| 2009 | 15,1   | 3,7        |
| 2011 | 14,4   | 2,8        |
| 2015 | 8.1    | 3.6        |

## Marketing
Si bien no posee reconocimiento oficiales, ni rigurosidad estadística ni demográfica, en Chile los estudios de mercado y el marketing clasifica a la población de acuerdo a sus ingresos, ciertas características cualitativas, lugares de residencia y hábitos de consumo, en ocho grupos: A, B, C1, C2, C3, D, E y F; basados en el sistema de clasificación demográfica británica NRS social grade; en el cual los grupos ABC1 corresponde a la clase media y el resto corresponde a la clase baja; la clase alta, que corresponde a un porcentaje ínfimo de la población, no se incluye en este esquema de clasificación.
| Región                       | ABC1 | C2   | C3   | D    | E    |
| ---------------------------- | ---- | ---- | ---- | ---- | ---- |
| Tarapacá                     | 6,6  | 17,5 | 26,1 | 35,4 | 14,4 |
| Antofagasta                  | 9    | 20,2 | 27   | 33,1 | 10,7 |
| Atacama                      | 5    | 13,5 | 23,4 | 36,8 | 21,3 |
| Coquimbo                     | 4,2  | 12,6 | 20,1 | 35,3 | 27,7 |
| Valparaíso                   | 6,7  | 17,2 | 24,8 | 37,2 | 14,1 |
| O'Higgins                    | 3,9  | 11,4 | 19,9 | 38,3 | 26,5 |
| Maule                        | 2,9  | 9,1  | 17,5 | 35,5 | 35,1 |
| Biobío                       | 4,6  | 11,2 | 19,7 | 33,4 | 31   |
| Araucanía                    | 3,7  | 9,8  | 16,6 | 30,1 | 39,8 |
| Los Lagos                    | 3,8  | 9,9  | 16,2 | 31,7 | 38,4 |
| Aysén                        | 4,7  | 12,5 | 17,9 | 33,3 | 31,6 |
| Magallanes y de la Antártica | 6,3  | 18   | 26   | 35,7 | 14,1 |
| Metropolitana                | 10,6 | 19,2 | 25,1 | 35,3 | 9,8  |
| Total                        | 7,2  | 15,4 | 22,4 | 34,8 | 20,3 |